# Maison Milovanović
La maison Milovanović (en serbe cyrillique : Кућа породице Миловановић ; en serbe latin : Kuća porodice Milovanović) est située à Belgrade, la capitale de la Serbie, dans la municipalité urbaine de Stari grad. Construite en 1884, elle est inscrite sur la liste des biens culturels de la Ville de Belgrade.

## Présentation
La maison de la famille Milovanović, située 15 rue Dobračina, était à l'origine un édifice d'un étage construit par le colonel Đorđe Marković en 1884. En 1900, la maison a été achetée par Milan Milovanović, un juriste, et, en 1927, un étage fut ajouté à la maison selon des plans de l'architecte Đorđe Bajalović. Aujourd'hui encore, la maison a préservé son style originel, avec des différences à peine perceptibles entre la façade et les modifications et ajouts ultérieurs.
La façade principale est ornée d'éléments plastiques caractéristiques de l'académisme de la fin du XIXe siècle. À la suite de son extension, la maison a perdu son plan fonctionnel où les parties résidentielles et les autres pièces étaient organisées autour d'un hall central desservi par un porche couvert.
La maison de la famille Milovanović est caractéristique des résidences urbaines construites à la fin du XIXe siècle.